# Campoplex hudsoni
Campoplex hudsoni là một loài tò vò trong họ Ichneumonidae.